# Solovjov D-30
Solovjov D-30 je dvouproudový dvourotorový motor s dvoustupňovými turbínami, který vznikl pod vedením Pavla Solovjova v Aviadvigatělu v Permu v 60. letech. Modernizovaná verze D-30F6 pohání moderní ruské nadzvukové stíhací letadlo – MiG-31. Existuje v několika různých variantách.
Původní motory typové řady D-30 byly zabudovány již do civilních dopravních letounů Tu-134 na počátku 60. let 20. století. Po částečné modernizaci byly použity také v dopravním letounu Iljušin Il-62 a vojenském transportním letounu Iljušin Il-76.
Výrazně silnější modifikace D-30F se poprvé objevila v roce 1972 v sovětském stíhacím letadlu – MiG-25. Na rozdíl od civilní verze D-30 je mj. vybaven přídavným spalováním.
Současný motor D-30F6 je složen z komplexního kompresoru, jehož nízkotlaká část má pět stupňů a vysokotlaká část deset stupňů. Následuje velká spalovací komora a dvě dvoustupňové turbíny. Motor je v letounu MiG-31 uložen vždy ve dvojici vedle sebe. Vzduch je do této dvojice pohonných jednotek přiváděn velkými dlouhými kanály krabicového průřezu. Přední vstupní část kanálu a první stupeň nízkotlakého kompresoru je vybaven účinným odmrazovacím systémem. Na spodní straně každého z kanálů jsou hydraulicky regulovatelné klapky pro korigování nasávaného vzduchu podle aktuálního režimu letu. Na horní straně potom protipumpážní dvířka a další průduchy. Prostory pohonných jednotek jsou zhotoveny ze žáruvzdorné oceli se speciálními keramickými prvky. Motory jsou vybaveny automatickým systémem pro detekci požáru a jeho okamžitou likvidaci. U aktuální verze letounu MiG-31M jsou obě pohonné jednotky modernizovány a nesou označení D-30F8.

## Varianty

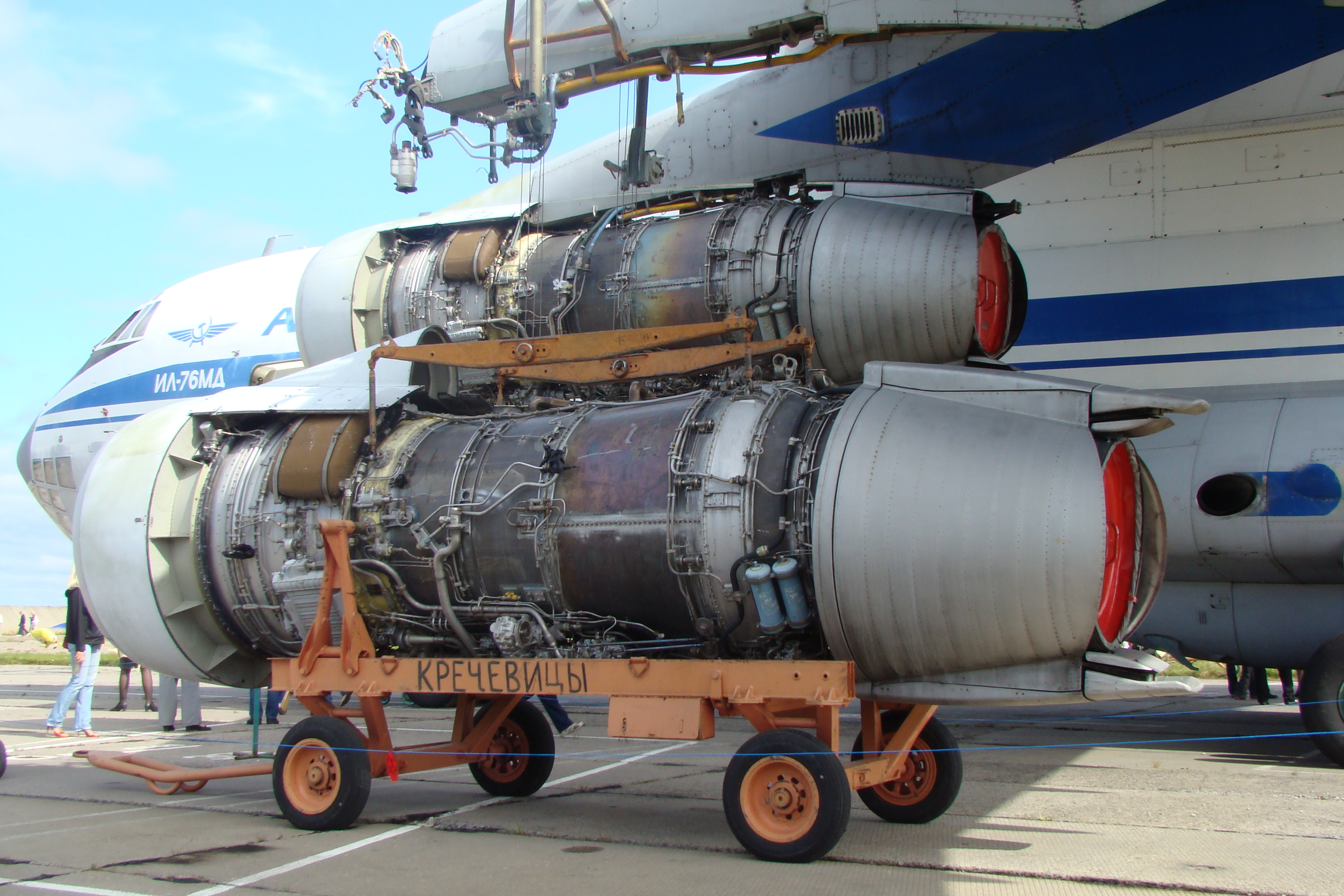
Motory D-30KP z letounu Iljušin Il-76MD na letišti Krečevici

- D-30 – tah do 6800 kp, průměr lopatek kompresoru 1050 mm, hmotnost 1550 až 1810 kg.[1]
  - D-30 Serie I – původní verze, letadlo Tupolev Tu-134 (od roku 1967),
  - D-30 Serie II – letadlo Tu-134A (1970),
  - D-30 Serie III – letadlo Tupolev Tu-134A-3, Tu-134B-3 (1980).
- D-30KP/D-30KP-II/D-30TKPV – tah 12000 kp, letadlo Iljušin Il-76 (1974), Iljušin Il-78, Berijev Be-40: A-40, A-60
- D-30KU – 11000 kp tahu, letadlo Iljušin Il-62M. Průměr lopatek kompresoru byl zvýšen na 1455 mm, hmotnost motoru vzrostla na 2985 kg.
- D-30KU-154/D-30KU-154-II – tah 10 500 kp, snížená hlučnost, hmotnost 3126 kg, letadlo Tupolev Tu-154 (1986)
- D-30F- verze s přídavným spalováním, letoun MiG-25.
- D-30F6 – verze s přídavným spalováním, používán v nadzvukovém letounu MiG-31.[2]
- D-30F8 – modernizovaná verze, letadlo MiG-31M.

## Specifikace (D-30KU-154)

### Technické údaje
- Typ: dvouhřídelový dvouproudový motor
- Průměr: 1 455 m
- Délka: 4 836 m
- Hmotnost suchého motoru: 2 305 kg

### Součásti
- Kompresor: Axiální, 3stupňový nízkotlaký, 11stupňový vysokotlaký
- Spalovací komora: prstencová
- Turbína: 2stupňová vysokotlaká, 4stupňová nízkotlaká

### Výkony
- Maximální tah: 103 kN
- Celkový poměr stlačení: 17:1
- Měrná spotřeba paliva: 0,790 kg/kgf/h
- Poměr tah/hmotnost: 3,8:1